# Храм Святого Великомученика Георгия (Трново)

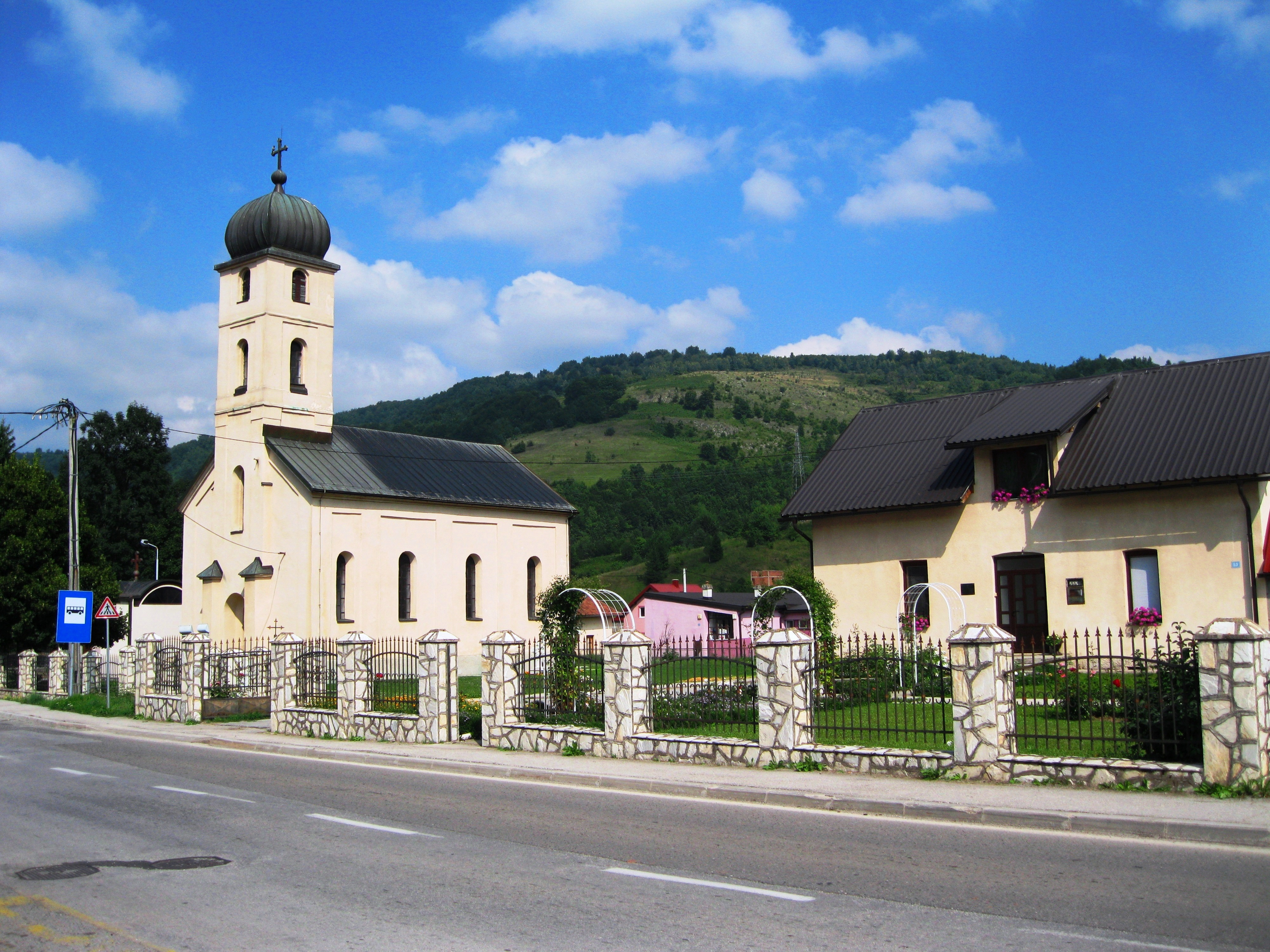

Храм Святого Великомученика Георгия (серб. Црква Светог великомученика Георгија у Трнову) — храм Дабро-Боснийской митрополии, Сараевского благочиния Сербской Православной Церкви, расположенный в поселке Трново в Республике Сербской, в Боснии и Герцеговине.

## История

### 1886—1945
Храм Святого Великомученика Георгия был построен в 1886 году. Во время Первой мировой войны колокольня была повреждена а колокола вывезены из города. Колокольню отремонтировали в 1920 году, а колокол был куплен годом позже. Во времена Второй мировой войны церковь была оккупирована и превращена в конюшню солдатами Вермахта. Также ими были уничтожены церковные архивы, книги и иконы. После окончания войны в 1945 году церковь была возвращена в первоначальное состояние.

### Социалистический период
С приходом коммунистического правительства религия стала запрещена, и соответственно церковный дом был преобразован в гостиницу, приходской дом был занят службой госбезопасности Югославии, церковная земля была национализирована и на ней был построен кооперативный дом со склепом для партизан. В 1976 году состоялась реставрация храма, изношенная крыша из листового металла была заменена медной, колокольня была возведена на три метра в высоту и был возведен купол, каким он был в первоначальном виде. Восстановленная церковь была освящена 9 августа 1976 года.

### 1990-е годы
Во время боснийской войны в 1992 году вооруженные боснийские мусульмане подожгли церковь и убили священника Неделько Поповича. После того как сербские войска заняли Трново в 1993 году то сразу же начались работы по восстановлению храма, которые продолжались до 1999 года. Снова церковь была покрыта медью и белым мрамором, сделан новый иконостас и внешний фасад. Рядом с церковью был восстановлен приходской дом. Восстановленная церковь была освящена 3 октября 1999 года и стоит в таком виде по сей день.

## Содержимое храма
В храме сохранились такие записи священнослужителей как Мирко Максимовича 1920—1922; Саво Савича 1922—1924; Никодима Плавшича 1924—1928; Йово Поповича 1929—1935; священника Богичевича 1935—1937; Светло Зечевича 1937—1941; с 1941—1945 священников не было; Драголюба Янковича 1945—1976; Неделько Поповича 1977—1992; с 1992—1994 священников не было; Ядранко Даниловича 1994—1995; Чедо Джурейновича 1995—1999; Зорана Калайджича 1999-н. в.